# Chinook Indijanci
Chinook (izgovor činuk), ribarski indijanski narod sa sjeverne obale ušća Columbije i pacifičke obale na ekstremnom jugozapadu Washingtona. Chinooki žive i na Shoalwater Bayu, gdje su poznati kao Shoalwater. 
Mooney (1928) procjenjuje da ih je 1780. bilo 800 uključujući i takozvane Killaxthokle, što je vjerojatno bila jedna njihova seoska banda, koju kasnije 1805. spominju i posebno navode Lewis i Clark   Prema njima te godine ih je bilo oko 400. 

## Ime
Ime Chinook došlo je (prema Hodgeu) od Tsinúk, imena kojim su im dali Chehalis Indijanci, ali mu ne nudi značenje.  Zbog običaja deformacije lubanje Činuki su nazivani i imenom Flathead, ali se ne smiju pobrkati s plemenom Salish ili Flathead, koji to ime nose, iako nisu prakticirali taj običaj, nego tek njihovi zapadni rođaci. Ostali nazivi za njih su manje poznati, to su Ala'dshush kod plemena Nestucca i Thlála'h kod Indijanaca Clackama.

## Sela
- Clamoitomish (Sapir, 1930), na Grays Bayu. Lewis i Clark navode 12 velikih kuća i 260 duša.
- Hakelsh, na Willapa Bayu.
- Hwa'hots, na mjestu kasnijeg naselja Bruceport oko 3 milje sjeverno od ušća Palix Rivera.
- Ini'sal, na Naselle Riveru, na mjestu gdje ulazi u rukavac Willapa Baya.
- Iwa'lhat, na ušću Wallicut Rivera, koje nosi njegovo iskvareno ime.
- Kalawa'uus, na poluotoku na Oysterville Pointu.
- Killaxthokle (Lewis & Clark, 1905-6), mažda na Willapa Bayu.
- Kwatsa'mts, na Baker Bayu na ušću Chinook Rivera, sjeverna strana Columbije.
- Lapi'lso, na otoku rukavca Willapa Baya blizu ušća Naselle Rivera.
- Ma'hu, na ušću Nemah Rivera blizu sadašnjeg gradića Nemah.
- Mo'kwal, na ušću Deep Rivera na Grays Bayu.
- Nahume'nsh, na zapadnopj strani North Rivera na njenom ušću na sjevernoj strani obale Willapa Baya.
- Namla'iks, na Goose Pointu.
- Na'mstcats, na mjestu gdje sada stoji Georgetown između Tokelanda i North Cove.
- Nokska'itmithls, na Fort Canby na Cape Disappointmentu.
- No'skwalakuthl, u Ilwacou, imenovanom po njihovom posljednjem poglavici. Taj poglavica zvao se Elowahka Jim i bio je zet poglavice Concomoly. Grad Ilwaco dobio je ime po njemu .
- Nu'kaunthl, u Tokelandu, ovaj grad dobio je ime po poglavici Toke plemena Chehalis.
- Nu'patstcthl, na mjestu grada Nahcotta, na poluotoku nasuprot ušća Nemah Rivera.
- Nutskwethlso'k, na Willapa Bayu zapadno od Bay Centera.
- Nuwi'lus, na mjestu Graylanda na obali.
- Quela'ptonlilt (Swan, 1857), na ušću Willapa Rivera.
- Querquelin (Swan), na ušću Querquelin Rivera, koji s juga teće u Palix River.
- Se'akwal, na sjevernoj obali Columbia blizu spomenutog sela Mo'kwal.
- Tokpi'luks, na ušću Palix Rivera.
- Tse'yuk, na Oystervilleu na poluotoku sjeverno od Nahcotta.
- Tske'lsos, na Willapa River između South Bend i Raymonda.
- Ya'kamnok, na Sandy Pointu 3 milje južno od Goose Pointa.

## Kultura Činuka
Činuki su najbliži srodnici Clatsop Indijanaca s kojima jezično čine skupinu Lower Chinook (donjo-činučku)  porodice Chinookan, ali oni su također i etnički i kulturno veoma srodni. Kulturno područje Činuka pripada Sjeverozapadnoj obali. Njihova najvažnija socijalna jedinica je selo koje se sastoji od kuća izgrađenih od cedrovih dasaka, pomalo nalik europskom stilu, prekrivene korom istog drveta. Životom u ovim selima vodio se preko zime, ljeti bi Indijanci lutali od mjesta do mjesta. Kuće bijahu velike i komotne svim članovima obitelji (jedna oko 20 članova) koje žive u takvoj kući, uključujući i robove. Na vrhu krova nalazio se otvor za slobodni prolaz dima, a bilo ih je zavisno o broju članova velike obitelji takve kuće.  Ona je mogla imati od jedne do više obitelji, najviše 80 osoba ili četiri otvora za dim (). 
Područje što ga naseljavaju Činuki, na donjoj Columbiji, ali i područje Platoa klimatski je izloženo čestim kišama, olujama i maglovitom vremenu. Gro hrane ovih Indijanaca potječe iz vode, to je riba, losos. Činuki, Clatsopi i susjedni plemena pravi su ihtiofazi, opisani kao ljudi sa slabim krnjavim zubima. Korijenje, u lokalnim indijanskim dijalektima poznato kao camas, shanataque ili wapato nadopunjavalo je kuhinju-Činuka.
Činuki su srednjeg stasa, čvrste i mišićave građe. Odjeća bijaše krznena ili kožna, kod poglavice od krzna morske vidre. Sve klase nosile su vodonepropusni cheapool  (vjerojatno nastalo od ciyapuxws ,kako su taj šešir nazivali Nootka Indijanci), danas poznat kao 'Chinook Hat', raširen od Vancouvera, pa na jug do zemlje Činuka.  'Chinook hat' Činuka znao jer biti tako širok da pokriva i ramena osobe koja ga nosi, a urešen je obično slikama pasa, jelena i drugih životinja.
Ratna odjeća razlikovala se od svakodnevne, postojale su dvije vrste, jedna poznata kao clemal od jelenje kože, posebno izrađena da bude nepropusna za strijele, i debljine pola inča, pokriva cijeli tijelo (trup), sa svake strane ima otvore za ruke da budu slobodnije za vrijeme borbe. Druga vrsta je napravljena od kratkih okruglih štapića strelastog oblika, (dugih oko 12 inča), koji se pružaju od jedne do druge strane, zajedno su zašiveni i oko trupa fiksirani poput kaputića, nešto slično imali su i prerijski Indijanci. Obrani u ratu služi im i okrugli štit, oko 18 inča u dijametru, učinjen od jelenje kože, i nekim načinom očvrsnut vatrom i ojačan, također nepropustan za strijele, ali i protiv noža i tomahawka.
Činuki prakticiraju poliginiju, i žena mogu imati koliko žele, problem su djeca koju je muž-otac dužan izdržavati, ona su svakako daljnja kočnica njegovih prohtjeva. Prilikom rata svaki ratnik dužan je slijediti svoga poglavicu ,dok se kukavičluk često kažnjava smrću. Privatno vlasništvo je u očima zakon Činuka svetinja, tuđu stvar nitko ne smije dotaknuti, osim vrhovnog poglavice (tye-yea), on je iznad zakona. Tye-yea smiju uzeti, za primjer,  nečiju ženu ili kćerku svojih podređenih, bez ikakvog prekršaja zakona, ali je to i dužan onda platiti. Svoje slobodno vrijeme, ako nisu u lovu, ratu, ili nekom drugog poslu, Indijanci provode u igri. Slobodno vrijeme za igru naravno imaju muškarci, žene malo rjeđe, ali ipak ga nađu i one. -Glavna njihova igra je kocka, hazardna igra poznata kao chal-e-chal, u kojoj je ulog njihova imovina, i igrajući je znaju izgubiti sve što posjeduju. -–Osim lososa, za koje tamo kažu da je najbolji na svijetu hvata se i kolumbijska jesetra (Acipenseridae) koja može biti teška i 700 funti (preko 300 kilograma), a zabilježen je i slučaj u domorodačko doba da je izmjereni primjerak bio dug 13 stopa i 9 inči (oko 4 metra), i bio težak 1,130 funti (512 kg). Indijanci su lovili i neku vrstu ribe koju su zvali ulichan i čije je latinski ime Thaleichthys pacificus, a pripada u Osmeridae. -Ulichan ulazi u Columbiju u proljeće, Činuki ga love jedino zbog trgovine. Ovu ribu nakon što je ulove suše i dime, i pripremaju za prodaju s plemenima koji teže dolaze do ovog artikla. –Nadalje kopa se korijenje, sakupljaju bobice, jagode i indijanski-krumpir wapato, koji se koristi u prehrani tokom cijele godine.
Činuki vjeruju u dobrog i zlog duha, prvi je poznat kao Econé, a drugi kao Ecutoch. Njihovi svećenici Etaminua (engl. pl etaminuas), smatra se, posjeduju tajna znanja komunikacije s Dobrim duhom, i ponište loš utjecaj Ecutocha. Na njegovoj brizi su bolesni, a i posreduje u slučaju smrti da duša nađe siguran put u zemlju mrtvih. Osim etaminua-svećenika postoji i klasa šamana zvanih Keelalle (pl. Keelalles; doktori), koji mogu biti kako muškarci, tako i žene. Njihov je posao da liječe bolesti služeći se svetim pjesmama i čegrtaljkama. Keelalle-šamani su izvrsni poznavaoci ljekovitog korijenja bilja, i sposobni su se suočiti sa svim teškim slučajevima i pripremiti lijek.

## Jezik
Jezik činuka je guturalan i veoma težak za izgovor, Alexander Ross koji je posjetio Chinooke u ranom 19. stoljeću napisao je ' 'To speak the Chinook dialect, you must be a Chinook' .  
Chinook rječnik

## Vanjske poveznice
- Official Chinook Website
- Chinook Indians (dječja stranica na engleskom)
- Chinook Indians  Arhivirana inačica izvorne stranice od 5. studenoga 2020. (Wayback Machine)
- The Chinook Indians
- Chinook Indian History